# Saint-Agapit
| Municipalité de Saint-Agapit     |                         |
| Eglise Saint-Agapit 03.jpg       |                         |
| \| \| \| Brasão \|               |                         |
| Coordenadas: 46°20'4 N 71°15'36W |                         |
| Província                        | Quebec                  |
| Região administrativa            | Chaudière-Appalaches    |
| Incorporado em                   | 14 de abril 1979        |
| Prefeito                         | Sylvie Fortin Graham    |
| Código postal                    | G0S 1Z0                 |
|                                  |                         |
| Área                             |                         |
| - Cidade                         | 65,9 km², 25,4 mi²      |
| Fuso horário                     | UTC -5                  |
| População (2006)                 |                         |
| - Cidade                         | 2.974                   |
| - Densidade                      | 45 hab/km², 117 hab/mi² |
| Website: st-agapit.qc.ca/        |                         |
|                                  |                         |
| Brasão                           |                         |

Saint-Agapit é um município canadense da Regionalidade Municipal de Lotbinière, Quebec, localizado na região administrativa de Chaudière-Appalaches. Em sua área de pouco mais de sessenta e cinco quilómetros quadrados, habitam quase três mil pessoas. É nomeada em homenagem ao Papa Agapito I.
Todo ano, em agosto, ela recebe uma feira agrícola chamada "Expo Lobinière", que atrai pessoas de toda a região. É também o palco de um grande rodeio que acontece no terreno adjacente arena de outono.
Saint-Agapit é o lar de várias indústrias leves, como as de metal, madeira, portas e janelas. Há também empresas de serviços diversos, como, bancos, cooperativas de crédito. Além disso, a cidade ainda possui, duas escolas primárias, a escola secundária Beaurivage, uma arena, um rinque de patinagem ao ar livre, um parque de skate, e vários outros equipamentos urbanos, como um edifício multifuncional (Centro Cultural).
A estrada que atravessa Saint-Agapit são as rotas 116 de 273 e a ciclovia verde 1 sobre o leito da antiga ferrovia.